# Jimmie Adams
James B. Adams, detto Jimmie (Paterson, 4 ottobre 1888 – Glendale, 19 dicembre 1933), è stato un attore statunitense.

## Filmografia parziale
- A Jungle Gentleman, regia di Fred C. Fishback (1919)
- Kismet, regia di Louis J. Gasnier (1920)
- Hold Your Breath, regia di Scott Sidney (1924)
- Il trionfo (Triumph), regia di Cecil B. DeMille (1924)
- Stop Flirting, regia di Scott Sidney (1925)
- Her Man o' War, regia di Frank Urson (1926)
- The Farmer's Daughter, regia di Arthur Rosson (1928)
- The Office Scandal, regia di Paul L. Stein (1929)
- The Grand Parade, regia di Fred C. Newmeyer (1930)